# 餓鬼：毛時代大饑荒揭秘
《餓鬼：毛時代大饑荒揭秘》(Hungry Ghosts: Mao's Secret Famine)是由《南華早報》駐北京記者站主任賈斯柏·貝克寫的一本書。中譯本由姜和平翻譯，明鏡出版社出版。本書詳細描述了毛澤東的大躍進所造成的大饑荒。本書曾獲荷蘭PIOOM人權獎。
對於大饑荒造成的死亡人數，中國經濟體制改革研究所所長陳一諮表示，該所根據中國共產黨黨內文件所寫成的秘密報告，認為饑荒死亡數是4300万-4500万。另一份提供中央領導參閲的資料認為人數達5、6千萬。
貝克指出，如果不是毛澤東長時間否認危機的存在，食物嚴重短缺和饑荒是可以避免的。1949年後，共產黨完全壟斷中國輿論工具。在中國的言論沈默期間，西方觀察家的作用變得重要。西方媒體向世界披露了中國的實情，但當大躍進成為可怕的悲劇時，左派觀察家如埃德加·斯諾、路易·艾黎和安娜·路易絲·斯特朗保持沉默或淡化它的嚴重性。:419-429
貝克結論，如果中共高官敢與毛澤東爭論，第一年後悲劇本來是可以避免的。

## 書評
- 《泰晤士報文學增刊》：《餓鬼》是第一本詳細說明1958年到1962年之間中國大飢荒的英文書籍。[8]
- 《紐約時報》：貝克先生的書了不起，它明確証明大躍進所造成的大飢荒是歷史上最嚴重的慘劇之一，嚴重的打擊了故意無視大飢荒。[9]

## 外部連結
- 作者網站上的各方書評 . （原始内容存档于2013-11-28）. （页面存档备份，存于）。